# Campionat del Món de Trial indoor 2002
|  | Per al campionat del món a l'aire lliure d'aquell any, vegeu Campionat del Món de Trial 2002 |

La temporada de 2002 del Campionat del Món de Trial indoor fou la 10a edició d'aquest campionat, organitzat per la FIM. El calendari oficial constava de 10 proves puntuables, celebrades entre el 5 de gener i el 10 de març. Una de les proves destacades va ser el Trial Indoor de Barcelona, disputat el 3 de febrer.
Albert Cabestany, en la seva segona temporada al campionat, va guanyar el seu primer -i únic- títol mundial de trial indoor. El català va dominar la temporada amb la Beta i va obtenir un total de cinc victòries a les deu proves puntuables, contra les dues de Marc Colomer i una de sola, respectivament, de Dougie Lampkin, Marc Freixa i Adam Raga (els dos darrers, en la seva segona temporada al mundial, com Cabestany). En total, quatre catalans es van classificar aquell any entre els cinc primers. A més, de les deu proves puntuables, nou les van guanyar catalans.

## Sistema de puntuació
| Posició | 1  | 2  | 3  | 4  | 5  | 6  | 7 | 8 | 9 | 10 |
| Punts   | 20 | 17 | 15 | 13 | 11 | 10 | 9 | 8 | 7 | 6  |

## Calendari
| Ronda | Data         | Prova         | Lloc      | Guanyador        |
| ----- | ------------ | ------------- | --------- | ---------------- |
| 1     | 5 de gener   | Gran Bretanya | Sheffield | Dougie Lampkin   |
| 2     | 12 de gener  | Alemanya      | Coblença  | Albert Cabestany |
| 3     | 19 de gener  | França        | Marsella  | Marc Freixa      |
| 4     | 26 de gener  | Itàlia        | Torí      | Albert Cabestany |
| 5     | 3 de febrer  | Espanya       | Barcelona | Adam Raga        |
| 6     | 16 de febrer | Portugal      | Lisboa    | Albert Cabestany |
| 7     | 22 de febrer | Àustria       | Viena     | Marc Colomer     |
| 8     | 2 de març    | Alemanya      | Bremen    | Albert Cabestany |
| 9     | 7 de març    | Itàlia        | Bolzano   | Marc Colomer     |
| 10    | 10 de març   | Espanya       | Madrid    | Albert Cabestany |

## Classificació final
| Posició | Pilot               | Motocicleta | Punts |
| ------- | ------------------- | ----------- | ----- |
| 1       | Albert Cabestany    | Beta        | 167   |
| 2       | Dougie Lampkin      | Montesa     | 152   |
| 3       | Adam Raga           | Gas Gas     | 146   |
| 4       | Marc Freixa         | Sherco      | 138   |
| 5       | Marc Colomer        | Gas Gas     | 131   |
| 6       | Takahisa Fujinami   | Honda       | 126   |
| 7       | Steve Colley        | Gas Gas     | 27    |
| 8       | Carsten Stranghöner | Sherco      | 17    |
| 9       | Fabio Lenzi         | Gas Gas     | 9     |
| 10      | Bruno Camozzi       | Beta        | 9     |